# Héctor Luis Palma Salazar
 (juillet 2022).
Si vous disposez d'ouvrages ou d'articles de référence ou si vous connaissez des sites web de qualité traitant du thème abordé ici, merci de compléter l'article en donnant les références utiles à sa vérifiabilité et en les liant à la section « Notes et références ».
 (juillet 2022).
Héctor Luisé Palma Salazar, dit « El Güero », est un baron de la drogue mexicain.

## Biographie
Associé à Miguel Ángel Félix Gallardo, alias « le Parrain », qui contrôlait le cartel de Guadalajara. « El Güerro »[Quoi ?] était surtout un ami proche d'« El Chapo » (Joaquín Guzmán) qu'il aidait dans son conflit contre les frères Arellano Félix, qui contrôlaient le cartel de Tijuana.
Il est actuellement incarcéré à la prison fédérale de haute sécurité d'Altiplano (en).

## Télévision
Il apparaît dans les séries télévisées El Chapo et Narcos: Mexico.